# Joana Martins
Joana David Carromeu Martins, née le 4 octobre 2000, est une footballeuse internationale portugaise qui joue au poste de milieu de terrain, au sein du club portugais de Sporting CP (2021).

## Biographie

### En club[1]
Née à Palmela, Joana Martins, alors qu'elle n'a que 8 ans, commence à jouer au football, au Palmelense FC, avant de rejoindre le CD Pinhalnovense. Où elle joue dans des équipes mixtes jusqu'en 2014, année où elle rejoint le Quintajense FC.
Elle arrive au Sporting CP en 2016, en provenance de l'EFF Setúbal avec le statut d'international U16 et U17. En vert et blanc, elle remporte des titres juniores lors de sa première saison, marquant le but victorieux lors de la finale de la coupe. Puis ajoute des titres en tant que senior l'année suivante. En juin 2017, elle signe un contrat professionnel avec le club de Lisbonne, et fait partie des nommées pour le prix de la joueuse révélation de l'année au Gala Honoris Sporting. Elle débute avec les séniores en septembre 2017, alors âgé de seize ans, participant à la conquête du Championnat national et de la Coupe du Portugal de cette saison. Elle fait ses débuts en sélection nationale principale en janvier 2019. Lors de la saison 2019/20, elle bénéficie de la blessure de l'Américaine Carlyn Baldwin et décroche une place au milieu de terrain des "lionnes". En juillet 2020, elle prolonge son contrat avec le club lisboète.

### En sélection nationale[6]
Avec tout juste 15 ans, l'équipe nationale U17 fait appel à ses talents de milieux de terrain. Et fait ses débuts en sélection, le 6 octobre 2015, face aux Bulgares lors d'un match amical. Par la suite, elle est régulièrement appelée en sélection U16 et U17. Remportant avec les U16 le Tournoi de développement de l'UEFA 2016, en battant consécutivement la Turquie, l'Espagne et la Belgique.
En 2017, elle porte aussi le maillot de la sélection portugaise U19. Maillot qu'elle porte 21 fois, et marquant 7 buts pour la seleção.
Sa première "cape" en sélection A, date du 20 janvier 2019 lors d'un match amical face à l'Ukraine (3-0), durant lequel elle est titulaire avant de céder sa place à la 84e minute à Rafaela Lopes, joueuse évoluant en France au VGA Saint-Maur. Elle est par la suite appelée à participer à l'Algarve Cup 2019, disputant un match et l'Algarve Cup 2020, durant lequel elle n'est pas utilisée.

## Statistiques

### En club
| Saison                | Club                  | Championnat           | Championnat | Championnat | Coupe(s) nationale(s) | Coupe(s) nationale(s) | Compétition(s) continentale(s) | Compétition(s) continentale(s) | Compétition(s) continentale(s) | Sélection | Sélection | Sélection | Total | Total |
| Saison                | Club                  | Division              | M.          | B.          | M.                    | B.                    | Comp.                          | M.                             | B.                             | Équipe    | M.        | B.        | M.    | B.    |
| 2017-2018             | Sporting CP           | Liga Allianz          | 8           | 1           | 1                     | 0                     | -                              | 0                              | 0                              | U19       | 12        | 6         | 21    | 7     |
| 2018-2019             | Sporting CP           | Liga BPI              | 11          | 1           | 1                     | 0                     | -                              | 0                              | 0                              | U19 A     | 10        | 1         | 22    | 2     |
| 2018-2019             | Sporting CP B         | II Divisão Nacional   | 7           | 5           | 0                     | 0                     | -                              | 0                              | 0                              | -         | 0         | 0         | 7     | 5     |
| 2019-2020             | Sporting CP           | Liga BPI              | 13          | 0           | 4                     | 0                     | -                              | 0                              | 0                              | -         | 0         | 0         | 17    | 0     |
| 2020-2021             | Sporting CP           | Liga BPI              | 7           | 1           | 2                     | 0                     | -                              | 0                              | 0                              | -         | 0         | 0         | 9     | 1     |
| Sous-total            | Sous-total            | Sous-total            | 46          | 8           | 7                     | 0                     | -                              | 0                              | 0                              | -         | 22        | 7         | 75    | 15    |
| Total sur la carrière | Total sur la carrière | Total sur la carrière | 46          | 8           | 7                     | 0                     | -                              | 0                              | 0                              | -         | 22        | 7         | 75    | 15    |

Statistiques actualisées le 6 mai 2021

### En sélection nationale
| Matches officiels de Joana Martins en sélections portugaises | Matches officiels de Joana Martins en sélections portugaises | Matches officiels de Joana Martins en sélections portugaises | Matches officiels de Joana Martins en sélections portugaises | Matches officiels de Joana Martins en sélections portugaises |
| Club                                                         | V.                                                           | N.                                                           | D.                                                           | Buts                                                         |
| ------------------------------------------------------------ | ------------------------------------------------------------ | ------------------------------------------------------------ | ------------------------------------------------------------ | ------------------------------------------------------------ |
| Portugal U16 (5 matchs: 11.63 %)                             | 3 (60.00 %)                                                  | 0 (0 %)                                                      | 2 (40.00 %)                                                  | 2 (18.18 %)                                                  |
| Portugal U17 (15 matchs: 34.88 %)                            | 3 (20.00 %)                                                  | 4 (26.67 %)                                                  | 8 (53.33 %)                                                  | 2 (18.18 %)                                                  |
| Portugal U19 (21 matchs: 48.84 %)                            | 10 (47.62 %)                                                 | 2 (9.52 %)                                                   | 9 (42.86 %)                                                  | 7 (63.64 %)                                                  |
| Portugal A (2 matchs: 4.65 %)                                | 1 (50.00 %)                                                  | 0 (0 %)                                                      | 1 (50.00 %)                                                  | 0 (0 %)                                                      |
| Total                                                        | 17 (39.53 %)                                                 | 6 (13.95 %)                                                  | 20 (46.52 %)                                                 | 11                                                           |

## Palmarès

### Avec lePortugal -16 ans
- Vainqueur du Torneio Desenvolvimento : 1 fois — 2016

### Avec leSporting CPU19
- Championne du Portugal U19 : 1 fois — 2016-17
- Vainqueur de la Coupe du Portugal U19 : 1 fois — 2016-17

### Avec leSporting CP
- Championne du Portugal : 1 fois — 2017-18
- Vice-championne du Portugal : 2 fois — 2018-19 et 2019-20
- Vainqueur de la Coupe du Portugal : 1 fois — 2017-18
- Vainqueur de la Supercoupe du Portugal : 1 fois — 2017
- Finaliste de la Supercoupe du Portugal : 1 fois — 2018